# Mirko Pätzold
Mirko Pätzold (Potsdam, RDA, 9 de abril de 1976) es un deportista alemán que compitió en bobsleigh. Ganó una medalla de plata en el Campeonato Mundial de Bobsleigh de 2008, en la prueba doble.

## Palmarés internacional
| Campeonato Mundial | Campeonato Mundial   | Campeonato Mundial | Campeonato Mundial |
| Año                | Lugar                | Medalla            | Prueba             |
| ------------------ | -------------------- | ------------------ | ------------------ |
| 2008               | Altenberg (Alemania) | Medalla de plata   | Doble              |